# Llista de les batalles de La Vendée

Mapa militar de la Vendée

Batalles de La Vendée (La revolta de la Vendée, va ser molt forta i cruel. Pels estudiosos fou molt més greu del que històricament esta representada generalment. Per aquest motiu s'ha fet un recull de tots els enfrontaments que hi va haver entre les hosts reialistes i les republicanes i hom es pugui fer una idea envers aquella contesa.

## Primeres batalles de larevolta de La Vendée(1793-1795)
Campanya març-octubre de 1793

| - Batalla de Saint-Florent-le-Vieil (1793) - Batalla de Jallais - Batalla de Chemillé (13 de març 1793) - Primera Batalla de Cholet - Primera batalla de Coron - Batalla de Chantonnay (17 març 1793) - Batalla de Pont-Charrault - Batalla de Pornic (23 de març de 1793) - Batalla de Sables-d'Olonne (24 març 1793) - Batalla de Pornic (27 de març de 1793) - Batalla de Sables-d'Olonne (29 mars 1793) - Segona Batalla de Coron (9-11 d'abril 1793) - Batalla de Chemillé (11 d'abril de 1793) - Batalla dels Aubiers (1793) - Batalla de Challans (1793) - Batalla de Saint-Gervais - Batalla de Vezins - Batalla de Port-Saint-Père (20 d'abril 1793) - Batalla de Machecoul (22 d'abril de 1793) - Batalla de Beaupréau (1793) | - Batalla de Beaulieu-sous-la-Roche (1793) - Batalla de Legé (30 d'abril 1793) - Batalla de Thouars (1793) - Batalla de Saint-Colombin (1793) - Batalla de Port-Saint-Père (12 maig de 1793) - Batalla de la Châtaigneraie (1793) - Batalla de Fontenay-le-Comte (16 maig 1793) - Batalla de Fontenay-le-Comte - Batalla de Doué - Batalla de Montreuil-Bellay - Batalla de Saumur - Batalla de Machecoul (10 de juny de 1793) - Batalla de la Louée - Bataille de Parthenay - Primera batalla de Luçon - Batalla de Nantes (1793) - Primera batalla de Moulin-aux-Chèvres - Primera Batalla de Châtillon (1793) - Batalla de Martigné-Briand - Batalla de Vihiers | - Batalla de Ponts-de-Cé (1793) - Segona Batalla de Luçon - Batalla del château d'Aux - Tercera batalla de Luçon - Batalla de La Roche-sur-Yon (1793) - Batalla de Vertou - Batalla de Chantonnay (5 setembre 1793) - Batalla de Vrines - Batalla de Port-Saint-Père (10 de setembre 1793) - Primera batalla de Montaigu (1793) - Tercera batalla de Coron - Batalla de Pont-Barré - Batalla de Torfou - Segona batalla de Montaigu (1793) - Batalla de Port-Saint-Père (21-26 novembre 1793) - Batalla de Saint-Fulgent (1793) - Batalla de Pallet - Batalla de Treize-Septiers - Segona batalla de Moulin-aux-Chèvres - Segona Batalla de Châtillon (1793) - Batalla de La Tremblaye - Segona Batalla de Cholet. |

Gir de galerna
| - Batalla de Laval - Batalla de Croix-Bataille - Batalla d'Entrammes - Batalla d'Ernée - Batalla de Fougères - Setge de Granville - Batalla de Pontorson | - Batalla de Dol - Setge d'Angers - Batalla de La Flèche - Batalla de Pontlieue - Batalla de Le Mans (1793) - Batalla de Savenay. |

Campanya de Noirmoutier
| - Batalla de Noirmoutier (30 setembre 1793) - Batalla de Noirmoutier (12 octubre 1793) - Batalla de Port-Saint-Père (21-26 novembre 1793) - Batalla de Rouans - Batalla de Sainte-Pazanne - Batalla de La Garnache - Batalla de Bouin - Batalla de Bois-de-Céné * | - Batalla de Legé (7 de desembre de 1793) * - Batalla de Quatre Chemins de l'Oie (1793) * - Batalla de Machecoul (31 de desembre de 1793) - Combat de Mangolérian (15 de març de 1794) - Batalla de Machecoul (1794) - Batalla de Noirmoutier (1794) - Batalla de Saint-Fulgent (1794) - Batalla de Grasla - Batalla del bosc del Príncep |

Columnes infernals
| - Batalla d'Aizenay (1794) - Batalla de Gesté - Batalla de Chauché - Batalla de Legé (1794) - Tercera Batalla de Cholet (1794) - Batalla de Saint-Colombin (1794) - Batalla de Beaupréau (1794) - Batalla de Bressuire (1792) - Batalla de Bressuire (1794) | - Batalla de la Vivantière - Batalla de La Roche-sur-Yon (1794) - Batalla de Clouzeaux - Batalla de Mortagne (1794) - Batalla de les Ouleries - Batalla de Challans (7 d'abril 1794) - Batalla de Chaudron-en-Mauges |

Campanya de juny 1794 - maig 1795
| - Batalla de Mormaison - Batalla de Challans (6 juny 1794) - Batalla des Rouchères - Batalla de Chanteloup - Batalla de La Châtaigneraie (1794) - Batalla de La Chambaudière - Batalla de les Bauches | - Batalla de La Roullière (1794) - Batalla de Fréligné - Batalla de Moutiers-les-Mauxfaits (19 d'abril 1794) - Batalla de Moutiers-les-Mauxfaits (24 setembre 1794) - Batalla de La Grève - Batalla de Chalonnes - Batalla de Saint-Florent-le-Vieil (1795). |

Massacres
| - Primera massacre de Machecoul - Massacre de Beaupréau - Massacre de Bouin - Massacre d'Avranches - Ofegaments a Nantes - Afusellades de Nantes - Afusellades de Marillais - Afusellades dels Ponts-de-Cé | - Afusellades de Sainte-Gemmes-sur-Loire - Afusellades d'Avrillé - Massacre de Legé - Massacre de castell d'Aux - Massacre de La Gaubretière - Massacre de Lucs-sur-Boulogne - Massacre de Belleville. |

## Segona guerra de La Vendée (1795-1796)
| - Batalla dels Iffs - Batalla d'Essarts - Batalla de Beaulieu-sous-la-Roche (1795) - Batalla de Saint-Jean-de-Monts - Expedició a l'illa de Yeu - Batalla de Saint-Cyr-en-Talmondais - Batalla de Mortagne (1795) - Batalla de Mouilleron-le-Captif - Batalla de les Landes-Genusson - Batalla de Saint-Denis-la-Chevasse - Batalla de les Landes de Béjarry | - Batalla dels Quatre Chemins de l'Oie (1795) - Batalla del bosc de Détroit - Batalla de Montorgueil - Batalla de La Bruffière - Batalla de La Créancière - Batalla de Chemillé (1796) - Batalla de la Bégaudière - Batalla de Froidfond - Batalla de La Chabotterie. - Combat de la Chène (1795) |

## Tercera guerra de la Vendée (1799-1800)
- Tercera batalla de Montaigu (1799)
- Batalla d'Aubiers (1799)
- Batalla de La Flocellière
- Batalla de Chambretaud.

## Quarta guerra de la Vendée (1815)
| - Batalla dels Échaubrognes - Batalla de L'Aiguillon - Batalla d'Aizenay (1815) - Batalla de Sainte-Anne-d'Auray - Batalla de Cossé - Batalla de Saint-Gilles-sur-Vie - Batalla de Redon (1815) - Batalla de les Mathes | - Batalla de Muzillac (1815) - Batalla de Rocheservière - Batalla de Thouars (1815) - Batalla de Sainte-Anne-d'Auray - Batalla d'Auray (1815) - Batalla de Châteauneuf-du-Faou - Batalla de Guérande - Captura de Fort la Latte. |

## Cinquena guerra de La Vendée (1832)
- Combat de Chanay
- Combat de Toucheneau (1832)
- Combat de Maisdon
- Combat de Chêne (1832)
- Combat de la Penissière
- Combat de Riaillé (1832)
- Combat de Saint-Aubin-des-Ormeaux.